# Fintóág

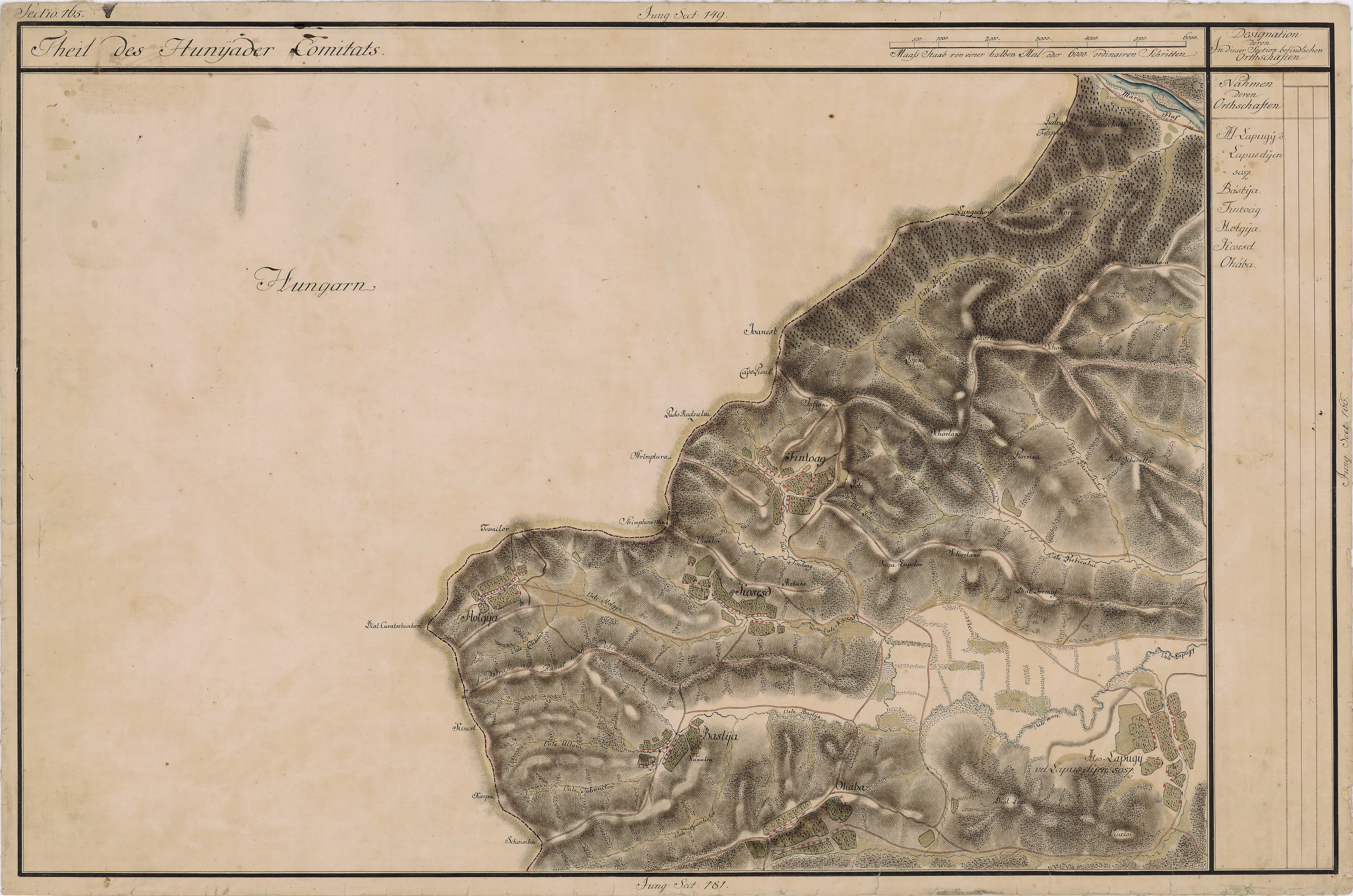
Fintóág egy régi térképen

Fintóág románul: Fintoag, falu Romániában, Erdélyben, Hunyad megyében.

## Fekvése
Jófőtől nyugatra, Bulza és Tisza közt fekvő település.

## Története
Fintóág nevét 1491-ben említette először oklevél p. Fyntho Ag néven, mint Déva vár tartozékát, Jófő város birtokát. 1527-ben Finthoag, 1528-ban Finthoagh, 1733-ban Fintovág, 1750-ben Fintoág, 1760–1762 között Fintuag, 1805-ben Fintó-Ág, 1808-ban Fintoág, Fintog, 1861-ben és 1913-ban Fintóág néven írták.
A trianoni békeszerződés előtt Hunyad vármegye Marosillyei járásához tartozott. 1910-ben 690 lakosából 683 román és 688 görög keleti ortodox volt.